# The Daily Dot
The Daily Dot – amerykański portal informacyjny poruszający tematy internetowe.
Strona została uruchomiona w 2011 roku. Założycielem i redaktorem naczelnym czasopisma jest Nicholas White.
W ciągu miesiąca serwis „The Daily Dot” odnotowuje ponad 5 mln wizyt (stan na 2020 rok).